# Chevron Rocks
Le Chevron Rocks sono un gruppo di affioramenti rocciosi antartici, alto 2.070 m, situato in prossimità della testa del Ghiacciaio Hood, nei Monti della Regina Maud, in Antartide.   
Un gruppo di alpinisti della New Zealand Alpine Club Antarctic Expedition (1959–1960) impegnato nella scalata del Retrospect Spur assegnò la denominazione di Chevron Rpcks a questo affioramento roccioso perché l'aspetto ricorda i galloni a forma di V rovesciata (in lingua inglese: chevron) delle mostrine dei sottufficiali.